# Каяк, Андрус
Андрус Каяк (эст. Andrus Kajak; 11 сентября 1965, Таллин, СССР) — советский и эстонский фехтовальщик, участник двух летних Олимпийских игр.

## Спортивная биография
В 1980-х годах Андрус Каяк входил в состав сборной СССР, в 1984 году становился бронзовым призёром соревнований «Дружба-84» в командном первенстве. После распада СССР выступал под флагом Эстонии.
В 1996 году Андрус Каяк дебютировал на летних Олимпийских играх. На соревнованиях в Атланте эстонский фехтовальщик принял участие в личных и командных соревнованиях шпажистов. В индивидуальном первенстве Каяк смог дойти до третьего раунда, но там в упорной борьбе со счётом 14:15 уступил итальянцу Сандро Куомо. В командном турнире эстонская сборная дошла до четвертьфинала, где уступила сборной Германии 39:45, а в поединке за 5-е место эстонцы с тем же счётом одолели соперников из Венгрии.
На летних Олимпийских играх 2000 года Каяк вновь принял участие в обеих дисциплинах турнира шпажистов. Однако эти игры сложились для эстонской сборной крайне неудачно. В личном первенстве Андрус в первом же раунде уступил представителю Кыргызстана Александру Поддубному 13:15, а сборная Эстонии в первом раунде командного первенства проиграла сборной Венгрии 42:45.
На мировых первенствах лучшим результатом Андруса стало 9-е место на чемпионате 1999 года в Сеуле.